# Sweet Soul Music
Albums de London Boys
The Twelve Commandments of Dance
(1988) Chapel of Love
(1991)
Singles
Sweet Soul Music est le second album du groupe britannique d'eurodance London Boys, sorti en 1991,.

## Pistes
1. Sweet Soul Music - 03:29
2. Tonight! Tonight! - 03:52
3. Freedom - 03:55
4. Is This Love? - 04:28
5. Bob Marley - 04:25
6. Was?! (Just An Illusion) - 04:35
7. Love Train - 03:54
8. High Fidelity - 03:55
9. Chapel of Love - 03:37
10. Cherokee - 03:45
11. Reggae-Reggae, Rasta-Rasta - 02:58[3]